# Mieczysław Poznański
Mieczysław Poznański (ur. 21 lipca 1923 w Blachowni  – zm. 10 października 2006), operator polskich filmów animowanych, współzałożyciel Studia Filmów Rysunkowych w Bielsku-Białej.
Był synem fotografa z Blachowni. Jego pierwszy film Czy to był sen dla bielskiego studia powstał w 1948 r., zaginął jednak i jest znany z ustnych przekazów. Wraz z bratem Zdzisławem był operatorem pierwszej serii filmu animowanego Bolek i Lolek. Później był autorem zdjęć do serii takich jak Reksio, Przygody Błękitnego Rycerzyka, Porwanie Baltazara Gąbki. Zrealizował ponad 200 filmów. Ostatnim, przy którym pracował jako operator, był film Historia jednego drzewa (1985).